# Boarmia cladara
Boarmia cladara là một loài bướm đêm trong họ Geometridae.